# Just Don't Give a Fuck
Singles de Eminem
'97 Bonnie and Clyde
(1998)
Just Don't Give a Fuck (Just Don't Give en version censurée) est une chanson du rappeur américain Eminem et son tout premier single. La version originale est tirée du premier maxi The Slim Shady EP, sorti en 1997, avant d'être réutilisée dans le second album du rappeur de Detroit, The Slim Shady LP (sorti en 1999) avec un beat différent. Écrite par Eminem et produite par les Bass Brothers, Just Don't Give A Fuck entra dans les charts américains et parvint jusqu'à la cinquième place du top "US Rap Songs" du Billboard. Selon le livre Angry Blonde, cette chanson fut la première "vraie" chanson d'Eminem et fut le moment où le personnage de Slim Shady et tout le concept autour de ce dernier se développa pour de bon. 

## Paroles
Les paroles de la chanson critiquent trois rappeurs, à savoir Everlast, Miilkbone et Vanilla Ice. Les trois susnommés réaliseront plus tard des chansons critiquant Eminem. Miilkbone sortit les morceaux Dear Slim et Presenting Miilkbone tandis que Vanilla Ice fut à l'origine des chansons Exhale et Hip-Hop Rules, toutes deux sorties sur son album Bi-Polar, datant de 2001. Quant à Everlast, sa querelle avec Eminem, bien qu'elle ne se traduira plus au niveau musical après Just Don't Give..., durera pendant un bon bout de temps. Un autre conflit, celui entre Eminem et Vanilla Ice, durera aussi pendant quelque temps puisque le premier cité sortira deux chansons à l'encontre de Vanilla Ice : Marshall Mathers et Role Model, respectivement sur les albums The Marshall Mathers LP et The Slim Shady LP, mais après cela, que ce soit du côté d'Eminem, de Miilkbone ou de Vanilla Ice, plus aucune contre-attaque ne sera faite. 
Certaines paroles sont retirées ou censurées lorsque l'album est commercialisé par le label de Dr. Dre, Aftermath Entertainment. La version du Slim Shady LP fait d'ailleurs partie d'un petit nombre de chansons d'Eminem ayant subi une censure sélective. Par exemple, dans le troisième vers, le mot raped est passé à l'envers et remplacé par un cri de femme.   

## Samples
La chanson utilise deux samples : 
- Un de Beverly Kills, du groupe de rap de Detroit Insane Clown Posse.
- Un de I Don't Give A Fuck, du rappeur Tupac Shakur.

## Clip vidéo
Le clip vidéo de Just Don't Give a Fuck est le tout premier de la carrière d'Eminem. Il est tourné dans un camping en été. Le clip est en noir et blanc avec quelques touches de couleurs. Le clip commence avec une scène montrant un jeune garçon se faisant stopper et rudoyer par sa mère alors qu'il tentait de prendre de la nourriture sur une table. Le garçon revient en tant qu'Eminem et étrangle la femme. Dans une version du clip, la vidéo le montre la frappant et la renversant sur son lit. À partir de là se succèdent des scènes n'ayant pas grand lien les unes avec les autres, montrant des gens mangeant et buvant, des femmes dans une piscine (plongeant Eminem dans l'eau), un alien (qui pousse un chariot dans lequel se trouve le rappeur), un clown ou encore des gens mangeant des pastèques.

## Liste des pistes
- CD single version allemande

1. "Just Don't Give a Fuck" - 4:02
2. "Brain Damage" - 3:47

- CD single version américaine

1. "Just Don't Give A Fuck" - 4:02
2. "Just Don't Give" (version clean) - 4:02
3. "Just Don't Give A Fuck" (A cappella) - 4:02
4. "Just Don't Give A Fuck" (instrumentale) - 4:02
5. "Brain Damage" - 3:47

- Cassette version américaine

1. "Just Don't Give a Fuck" - 4:02
2. "Brain Damage" - 3:47

## Classements
| Classement / pays (1998)                                | Meilleure Position |
| ------------------------------------------------------- | ------------------ |
| États-Unis - Bubbling Under Hot 100 Singles (Billboard) | 14                 |
| États-Unis - Hot R&B/Hip-Hop Songs (Billboard)          | 62                 |
| États-Unis - Rap Songs (Billboard)                      | 5                  |